# Rano Raraku

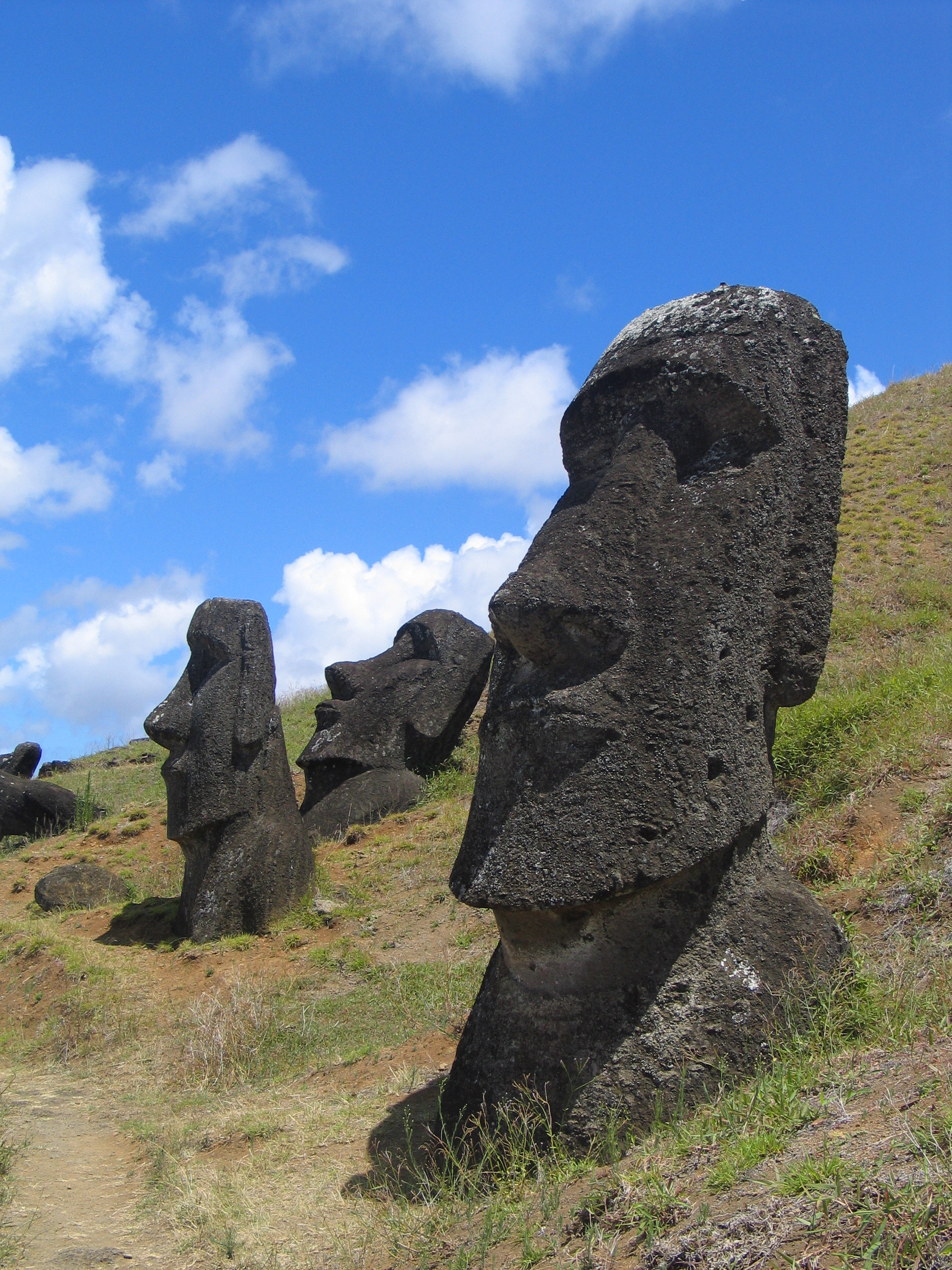
Moai di Rano Raraku

Rano Raraku è una cava di pietra situata presso l'omonimo cratere vulcanico sull'Isola di Pasqua in Cile che è stata la fonte della pietra utilizzata per le famose sculture monolitiche Moai che si trovano sparse intorno all'isola. Diversi Moai giacciono incompleti in questo luogo, così come molti che non furono sollevati a causa delle loro grandi dimensioni.